# 8795 Dudorov
A 8795 Dudorov (ideiglenes jelöléssel (8795) 1981 EO9) egy kisbolygó a Naprendszerben. Schelte J. Bus fedezte fel 1981. március 1-jén.